# 이정호 (1982년)
이정호(李正鎬, 1982년 4월 27일 ~ )는 전 KBO 리그 넥센 히어로즈의 투수이자, 현재 KBO 리그 KIA 타이거즈의 2군 투수코치이다.

## 선수 시절

### 한국 프로야구 시절

#### 삼성 라이온즈시절
대구상업고등학교 시절 에이스로 활동하여 고등학교 2학년이었던 1999년부터 추신수와 함께 뉴욕 메츠 텍사스 볼티모어 시애틀 등으로부터 끈질긴 입단제의를 받는 등  기대를 모은 투수였다. 2001년에 그 당시로는 파격적인 계약금 5억 3,000만원을 받고 1차 지명으로 입단했다. 그러나 프로 적응에 실패해 고향 팀에서는 기대에 미치지 못했고, 부상까지 겹쳐 2004년까지 19경기에 등판해 1승, 1세이브, 5점대 평균자책점에 그쳤다. 설상가상으로 2004년에는 병역 비리 사건에 연루돼 그 해 9월에 시즌 아웃됐다.

#### 현대 유니콘스시절
2004년 한국시리즈에서 준우승에 그친 삼성 라이온즈는 시즌 후 자유계약선수 자격을 얻게 된 박진만과 심정수를 영입했고, 이 과정에서 그가 보상 선수로 지명돼 이적하였다. 이적 후 팔꿈치와 어깨 수술로 인해 공익근무요원으로 군 대체 복무와 재활을 병행해 활동은 없었다.

#### 넥센 히어로즈시절
소집 해제 후 바뀐 팀에 복귀했다. 2008년 8월 26일 삼성 라이온즈전에서 구원 등판하며 1군에 복귀했다. 복귀 후 주로 불펜으로 활동했다. 2010년에 부상으로 4경기에 등판해 1홀드만 기록했다. 시즌 후 해외 진출에 도전하겠다고 선언해 구단에 임의 탈퇴 공시를 요청했고 임의 탈퇴됐다.

## 야구선수 은퇴 후
이후 잠시 모교인 대구상원고등학교 야구부의 투수코치로 생활을 이어가다가, 2011년 말 독립 야구단 고양 원더스의 프런트로 활동했다. 프런트로 꾸준히 활동하던 중 2014년 9월 11일 구단주의 요구를 들어주지 않는 KBO에 의해 구단 해체를 선언한 후, 프런트직에서 물러났다.
2014년 12월 16일에 한화 이글스의 3군 투수코치로 부임했다. 하지만 2015년 시즌 후 사임하고 대구고등학교 야구부 코치로 자리를 옮겼다. 2020년부터 고양 히어로즈의 잔류군 투수/재활코치로 활동했다.

## 출신 학교
- 대구내당초등학교
- 경상중학교
- 대구상업고등학교

## 통산 기록
| 연도 | 팀명     | 평균자책점 | 경기 | 완투 | 완봉 | 승 | 패 | 세 | 홀 | 승률  | 타자 | 이닝   | 피안타 | 피홈런 | 볼넷 | 사구 | 탈삼진 | 실점 | 자책점 |
| ---- | -------- | ---------- | ---- | ---- | ---- | -- | -- | -- | -- | ----- | ---- | ------ | ------ | ------ | ---- | ---- | ------ | ---- | ------ |
| 2001 | 삼성     | 4.66       | 8    | 0    | 0    | 0  | 0  | 1  | 0  | 0.000 | 45   | 9 2/3  | 8      | 0      | 10   | 1    | 2      | 5    | 5      |
| 2002 | 삼성     | 6.10       | 5    | 0    | 0    | 0  | 0  | 0  | 0  | 0.000 | 49   | 10 1/3 | 12     | 1      | 6    | 1    | 12     | 8    | 7      |
| 2003 | 삼성     | 6.23       | 6    | 0    | 0    | 1  | 0  | 0  | 0  | 1.000 | 24   | 4 1/3  | 8      | 2      | 3    | 1    | 3      | 3    | 3      |
| 2008 | 우리     | 5.79       | 9    | 0    | 0    | 0  | 0  | 0  | 0  | 0.000 | 48   | 9 1/3  | 10     | 1      | 7    | 3    | 8      | 7    | 6      |
| 2009 | 히어로즈 | 13.50      | 3    | 0    | 0    | 0  | 0  | 0  | 0  | 0.000 | 16   | 2 2/3  | 3      | 0      | 5    | 0    | 3      | 4    | 4      |
| 2010 | 넥센     | 5.59       | 4    | 0    | 0    | 0  | 0  | 0  | 1  | 0.000 | 44   | 9 2/3  | 9      | 2      | 8    | 1    | 7      | 6    | 6      |
| 통산 | 6시즌    | 6.07       | 35   | 0    | 0    | 1  | 0  | 1  | 1  | 1.000 | 226  | 46     | 50     | 6      | 39   | 7    | 35     | 33   | 31     |